# Scott Anderson (homme politique canadien)
Pour les articles homonymes, voir Scott Anderson et Anderson.
Scott Anderson est un homme politique canadien en Colombie-Britannique.
Il représente la circonscription fédérale britanno-colombienne Vernon—Lake Country—Monashee à titre de député conservateur depuis 2025,.

## Biographie
De 2017 à 2019, Anderson est chef intérimaire du Parti conservateur de la Colombie-Britannique,.
Avant son entrée à la Chambre des communes, il est conseiller municipal de la ville de Vernon de 2014 à 2022. Il est aussi capitaine retraité des Britsh Columbia Dragoons CAF 2008-2017 PAB.